# Данкан, Джозеф
Джозеф Эдвард Данкан III (англ. Joseph Edward Duncan III; 25 февраля 1963 — 28 марта 2021) — американский серийный убийца и педофил, осуждённый за убийство семьи Грёне (Groene). Был признан одним из самых жестоких серийных убийц в истории Айдахо.

## Биография

### Первые преступления
Джозеф Эдвард Данкан III родился 25 февраля 1963 года в городе Такома, штат Вашингтон, США. О его жизни мало что известно, он жил на ранчо, его родители были очень строгими людьми. Своё первое преступление Данкан совершил в возрасте 15 лет, в 1978 году в своём родном городе. Тогда он украл пистолет своего отца, подкараулил 9-летнего мальчика, отвёл его под неизвестным предлогом в тихое место, где насиловал несколько часов, наведя на ребёнка дуло пистолета. Однако за это преступление Дункан не получил наказания, так как пригрозил мальчику, что если тот кому-то расскажет о случившемся, то очень пожалеет.
Вскоре после своего 16-го дня рождения, в 1979 году, Джозеф угнал автомобиль для личных целей, однако остановившие его за превышение скорости полицейские поняли, в чём дело, и арестовали преступника. Суд приговорил его как несовершеннолетнего к 2 годам проживания на исправительном ранчо для подростков (что-то вроде колонии-поселения), недалеко от Такомы. На суде Данкан также признался в том, что с 1978 по 1979 год изнасиловал от шести до тринадцати малолетних мальчиков. Но полиции не удалось доказать это и поэтому Данкан получил лишь 2 года за угон. Однако по месту отбывания наказания он был вынужден посещать психиатра, так как полиция всё же выявила у него педофильские наклонности.
Освободившись досрочно за примерное поведение и отсутствие дисциплинарных взысканий в 1980 году, Джозеф Данкан не изменился. Уже через несколько недель после освобождения он украл у своего соседа пистолет, и через некоторое время похитил с его помощью 14-летнего подростка, которого несколько дней силой удерживал в подвале своего дома, где избивал и насиловал. Неизвестно как, но в один из дней мальчику удалось освободиться и сообщить обо всём в полицию. Данкан вновь был арестован, и приговорён к 20 годам тюремного заключения. За примерное поведение его освободили условно-досрочно в середине 1994 года.

### Серия похищений и убийств
После освобождения Данкан перебрался в город Сиэтл, где устроился на работу и почти два года не совершал преступлений, лишь сменил три квартиры в разных районах города. Он купил автомобиль «пикап» и разъезжал на нём по городу.
6 июля 1996 года Джозеф Данкан заметил недалеко от мотеля «Crest Motel» в Сиэтле двух сестёр-попрошаек из неблагополучной семьи — 11-летнюю Самиру Уайт и 10-летнюю Кармен Кобейс, которых пообещал накормить и дать немного денег. Когда те сели в автомобиль, Данкан завёз их в тихое место,  где обеих изнасиловал, а потом задушил. Полиция предполагала, что Джозеф Данкан мог возить их с собой несколько недель, так как родители-наркоманы долгое время просто не замечали отсутствия своих дочерей. Их останки были найдены лишь 10 февраля 1998 года в пригороде Сиэтла — Боттыле.
В конце лета 1996 года Джозеф Данкан был задержан полицейскими за раскуривание в одном из пригородов Сиэтла марихуаны. Суд приговорил его к трёхнедельному тюремному заключению, и, отбыв его, Данкан был освобождён под более жёсткий надзор, который, однако, не соблюдался из-за полицейской халатности.
После этого Данкан перестал пребывать на одном месте и колесил по стране, останавливаясь в разных мотелях. Следующее преступление Данкан совершил в апреле 1997 года.
4 апреля 1997 года Джозеф Данкан подошёл к группе играющих детей в городе Бомонт, штат Калифорния, США. Он попросил у них помощи в поисках якобы потерявшегося кота. Дети отказали ему, тогда Дункан, угрожая ножом, затащил в свой пикап 10-летнего Энтони Мартинеса и быстро уехал. После недели истязаний и насилия Данкан наконец задушил или зарезал мальчика и выкинул его тело на пустыре Индио, штат Калифорния, США. Останки были найдены местными жителями 19 апреля 1997 года. Долгое время убийства сестёр Уайт и Энтони Мартинеса считались нераскрытыми.
14 июля 1997 года Данкан в состоянии алкогольного опьянения попал в аварию на въезде в штат Канзас. Прибывшая полиция обвинила его в нарушении условий досрочного освобождения и задержала. Суд отправил Данкана обратно в тюрьму на 5 лет. Однако за примерное поведение Джозефа Данкана освободили ровно через три года — 14 июля 2000 года. После последнего освобождения Данкан перебрался в город Фарго, штат Северная Дакота, США.

## Убийство семьи Грёне
Почти 4 года Джозеф Данкан не совершал преступлений. 3 июля 2004 года он был задержан полицейскими за сексуальные домогательства к двум несовершеннолетним мальчикам, игравшим на детской площадке в городе Детройт-Лейкс, штат Миннесота, США. Однако ему удалось вырваться и бежать от них. В марте 2005 его вновь обнаружили и задержали за это преступление. Несмотря на социальную опасность Данкана 5 апреля 2005 года, судья назначил залог в 15.000$ за его освобождение. Через неделю залог за него внёс богатый бизнесмен, знакомый Данкана. Несмотря на запрет покидать город, уже через 3 дня после освобождения Данкан скрылся в неизвестном направлении. 1 июня 2005 года полиция дала ордер на его немедленный розыск и арест.
15 мая 2005 года в округе Кутенай, штат Айдахо, США Данкан проник в дом семьи Грёне с целью похищения двух детей — 9-летнего Дилана и 8-летней Шасты Грёне. При себе у него был пистолет, скотч, верёвка и молоток. Что произошло в точности дальше, не совсем ясно, но в итоге Данкан, угрожая пистолетом связал и забил насмерть молотком 40-летнюю мать Бренду Грёне, её 37-летнего второго мужа (отчима детей) Марка МакКензи и её старшего сына 13-летнего Слейда Грёне. Похитив двух оставшихся в живых детей, преступник пустился в бега. По дороге он истязал и насиловал брата и сестру. Однажды он подвесил за горло Дилана на дереве, и мастурбировал, наблюдая, как тот умирает от удушья, однако в самый последний момент он срезал верёвку. По рассказам девочки полиция выяснила, что всё время бегства Данкан вместе с детьми скрывался в горах штата Монтана. В конце концов, он убил Дилана двумя выстрелами из пистолета на глазах его сестры. Останки зарыл. После этого он ещё около двух недель возил Шасту по штату и насиловал, в конце концов намереваясь убить и её. Но 2 июля 2005 года официантка одного из кафе, где обедали преступник и жертва, опознала его по фотороботу, и прибывшие полицейские задержали Данкана.

## Суды
Джозеф Эдвард Данкан III был приговорён к трём разным наказаниям в трёх разных штатах за свои преступления.

### Суд в Айдахо
Первое судебное заседание состоялось 13 июля 2005 года. 42-летнему Джозефу Данкану предъявили обвинения в трёх умышленных убийствах и похищении несовершеннолетних с целью их сексуальной эксплуатации, повлекших за собой смерть одного из похищенных. Обвинение просило суд приговорить Данкана к смертной казни, а сами суды постоянно переносились по просьбе защиты подсудимого. В сентябре 2005 оно было перенесено на 17 января 2006, потом на 4 апреля 2006, затем на 16 октября 2006 года.
16 октября 2006 года, на последнем слушании дела Данкана, он, по совету адвоката, пошёл на сделку со следствием и заявил в последнем слове, что признаёт себя виновным по всем пунктам предъявленных ему обвинений. После 3-часового совещания с участием присяжных заседателей судья приговорил Джозефа Эдварда Данкана третьего к трём пожизненным срокам без права на досрочное освобождение.

### Федеральный суд США
Через 3 месяца после вынесения приговора в Айдахо по делу Джозефа Данкана начался новый судебный процесс.
18 января 2007 года Федеральный суд США предъявил ему обвинения в похищении, похищении несовершеннолетнего с целью сексуальной эксплуатации, похищении несовершеннолетнего, приведшего к его смерти, угоне автомобиля, незаконном хранении, ношении и приобретении огнестрельного оружия. Общий список предъявленных обвинений состоял из 12 статей. Адвокат тут же потребовал отсрочку судебного разбирательства, и она была предоставлена. Следующее слушание дела состоялось лишь 3 декабря 2007 года.
Тем временем 23 января 2007 года преступник признался в убийстве и изнасиловании сестер Уайт в штате Вашингтон в июле 1996 года. Список обвинений против него пополнился ещё двумя умышленными убийствами и изнасилованием.
3 декабря 2007 года Джозеф Данкан признал себя виновным по всем предъявленным ему обвинениям. Это было частью сделки, благодаря которой ему разрешалось подать апелляцию и требовать рассмотрения дела судом присяжных. 22 января 2008 года Данкан подал заявку на рассмотрение его дела судом присяжных.
Суд присяжных начался 14 апреля 2008 года в Айдахо. Джозеф Данкан на первом же заседании заявил, что отказывается от услуг адвоката и будет защищать себя сам. После этого суд был перенесён, так как Данкана обследовала специальная комиссия, которая в итоге постановила, что преступник способен защищаться самостоятельно.
27 августа 2008 года после длительного совещания суд присяжных приговорил 45-летнего Джозефа Эдварда Данкана третьего к смертной казни и трём пожизненным срокам без права на досрочное освобождение. Очередное прошение о пересмотре дела было отклонено 3 ноября 2008 года.
Однако 15 июля 2011 года дело Данкана начала рассматривать очередная коллегия присяжных, которая 18 мая 2012 года отменила приговор о трёх пожизненных сроках, однако оставила в силе смертный приговор Джозефу Данкану, а также обязала его выплатить большую сумму моральной компенсации родственникам жертв.

### Суд в Калифорнии
Ещё в июле 2005 года следователям удалось установить косвенную причастность Данкана к убийству Энтони Мартинеса в 1997 году.
В январе 2007 года он был официально уведомлен о предъявлении ему обвинений в этом убийстве. Однако признавать себя виновным не стал.
24 января 2009 года по личному ходатайству Арнольда Шварценеггера Джозеф Данкан был перевезён для судебного разбирательства в Калифорнию.
После двух лет разбирательств — 15 марта 2011 года Данкан наконец признал свою вину в убийстве Мартинеса, и 5 апреля 2011 был приговорён высшим судом Калифорнии к двум пожизненным заключениям и смертной казни без права на помилование и обжалование приговора. Однако ряд экспертов заявили, что суд имел больше показательный момент, чем юридический, так как Данкан уже до этого был приговорён к смертной казни федеральным судом.
С сентября 2012 года содержался в камере смертников тюрьмы «Terre Haute», штат Индиана.

## Болезнь и смерть
В соответствии с документами суда, в октябре 2020 года Данкан перенёс операцию на головном мозге после того, как ему диагностировали глиобластому IV стадии. Сообщение о том, что Данкан неизлечимо болен и отказался от химио- или лучевой терапии, появилось в марте 2021 года. В ноябре 2020 года медицинский персонал Федерального бюро тюрем оценил продолжительность его жизни в 6—12 месяцев. Данкан умер около 2:30 ночи 28 марта 2021 года.